# Українсько-білоруські відносини

## Українсько-білоруські відносини до XX століття
З найдавніших часів українців і білорусів єднає спільне історичне коріння. Тісні зв'язки протоукраїнських і протобілоруських земель існували і в епоху Київської Русі, і в литовський період історії України.
Білоруси брали активну участь у суспільно-політичному житті України, разом з українцями виступали в народних повстаннях проти своїх і чужоземних завойовників. Чимало білорусів було серед запорізьких козаків, у військах Богдана Хмельницького в період Української Визвольної війни. Після поділу Речі Посполитої між Росією, Австрією та Прусією наприкінці XVIII століття, коли більшість українських і білоруських земель опинилися під владою Російської імперії, Україна та Білорусь спільно виступили проти колонізаторської політики російського царизму, спрямованої на повну асиміляцію українців і білорусів.
На початку XX століття українські та білоруські політичні сили співпрацювали в рамках Союзу автономістів, Союзу народів, Ліги інородницьких народів Росії та З'їзду народів Росії.

## Українсько-білоруські дипломатичні контакти в 1917-1920-х роках

### У період Української Народної Республіки за Центральної Ради

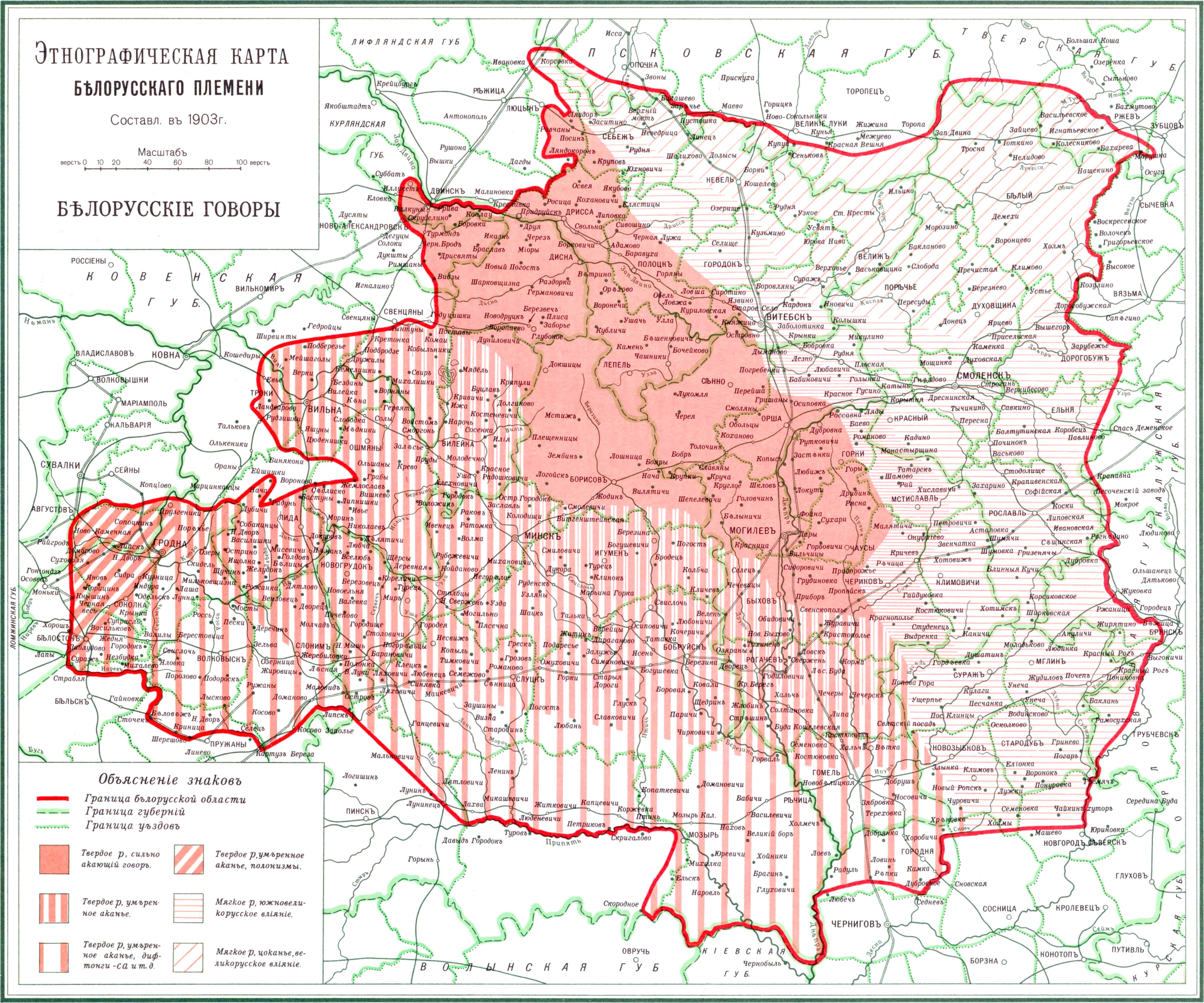
Етнографічна карта білорусів (професор Ю. Ф. Карський, 1903 р.), якою керувалась делегація БНР на білорусько-українських переговорах у квітні 1918 року

У даний період офіційні білорусько-українські відносини почали встановлюватися наприкінці 1917 року, коли комісар юстиції і внутрішніх справ Великої Білоруської Ради Йосип Воронко звернувся до виконкому Української Центральної Ради з проханням надати йому можливість ознайомитися з її діяльністю в період із березня по грудень 1917 року. Надалі ця інформація відіграла не останню роль при підготовці рішень II-го Всебілоруського з'їзду. У квітні 1918 року у Київ вирушила перша дипломатична місія Білоруської Народної Республіки (БНР) в складі членів Ради БНР Олександра Цвікевича, Симона Рак-Михайловського та Павла Тремповича. Вже у Києві до них приєдналися голова місцевої білоруської народної організації «Зорка» Іван Красковський та як консультанти старшина білоруської організації на території України І. Курилович і професор Митрофан Довнар-Запольський. У коло завдань даної делегації входило налагодження контактів з українцями, схилення їх до надання фінансової допомоги уряду БНР, допомоги в організації білоруських військових підрозділів в Україні та мобілізації до їх лав жителів Білорусі, а також досягнення дипломатичного визнання з боку Української Народної Республіки. Крім того, у її членів викликало занепокоєння знаходження на території України II Польського корпусу та, відповідно до наявної у них інформації, бажання української влади вислати його на територію Білорусі для з'єднання з I Польським корпусом під командуванням Йосипа Довбор-Мусницького, що ставило під загрозу білоруську державність. Також залишалося невирішеним питання про спірні території на білорусько-українському порубіжжі, що винило у лютому 1918 року в результаті передачі Центральними державами Україні західної частини білоруського Полісся, що суперечило положенням III Статутної грамоти БНР.
5-6 квітня білоруська делегація була неофіційно прийнята главою Української Центральної Ради Михайлом Грушевським, військовим міністром УНР Олександром Жуківським, в. о. мінстара закордонних справ УНР Миколою Любинським та міністром внутрішніх справ УНР Михайлом Ткаченком. Українські політики, в цілому, позитивно відреагували на зміст III Статутної грамоти БНР, висловивши зацікавленість у створенні дружньої та нейтральної держави на своїх кордонах, однак незалежність БНР не визнали.

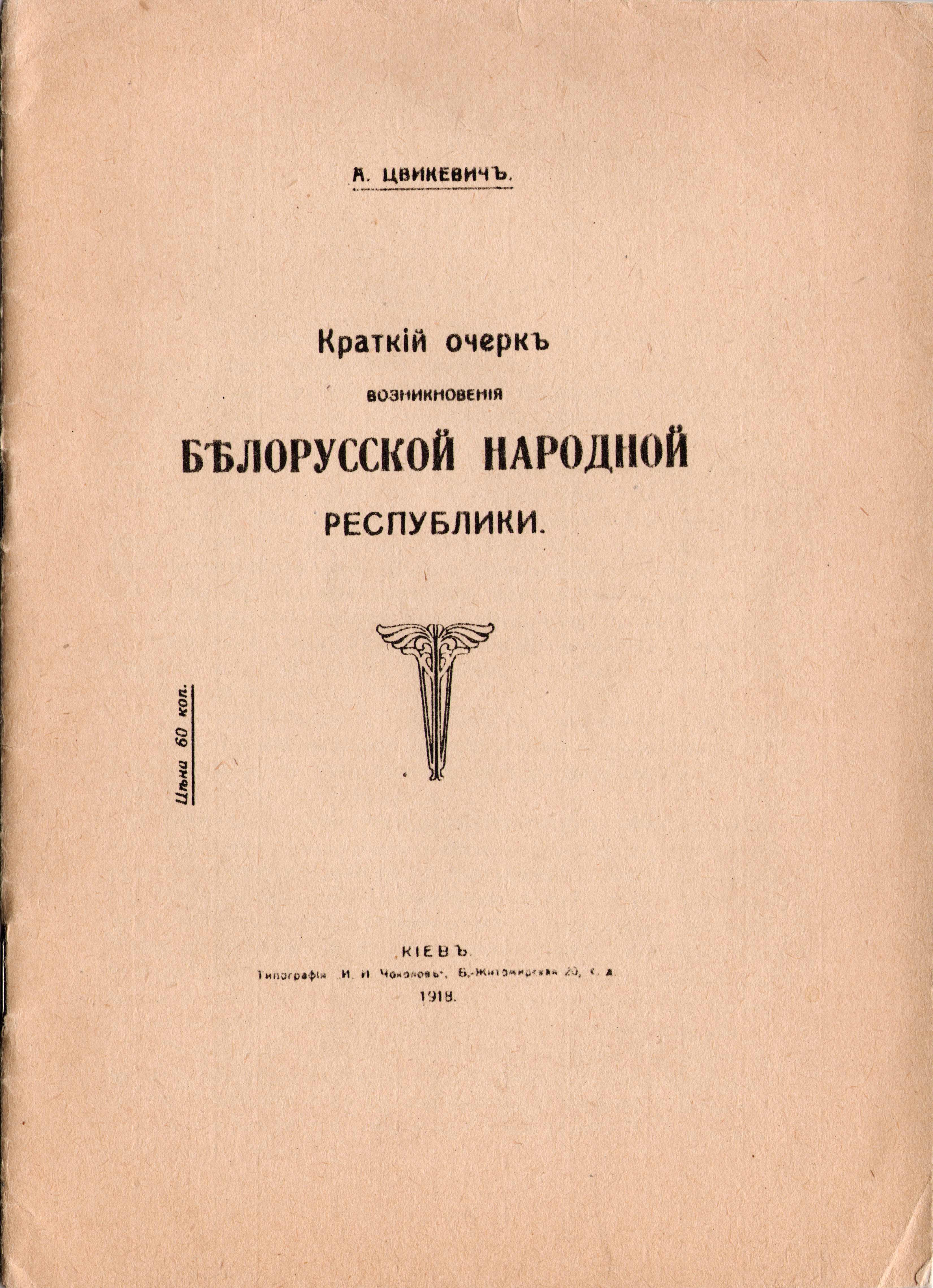
«Краткій очеркъ возникновенія Бѣлорусской Народной Республики» — виданий Олександром Цвікевичем в Києві у 1918 році

У той же час, незважаючи на відсутність офіційного визнання з боку УНР, почався процес визначення майбутнього білорусько-українського кордону. Так, у середині квітня, Цвікевич направив до Міністерства закордонних справ УНР заяву, в якій білоруська сторона обґрунтовувала свою незгоду зі встановленим між республіками кордоном і пропонувала українській стороні створити спеціальну комісію, яка спільно з білоруською делегацією вирішила б цю проблему. У відповідь Україна створила подібну комісію на чолі з членом УЦР Ліхнякевичем, проте українська сторона відмовилася брати за основу територіального розмежування етнографічну карту Юхима Карського та пропозиції Довнар-Запольського, посилаючись на карти, складені німецьким Генштабом і ставила під сумнів претензії БНР на Західне Полісся, вказуючи, що дану територію УНР отримала згідно з Брест-Литовським договором, укладеним до отримання Білоруссю правосуб'єктності у міжнародних відносинах. У зв'язку з оголошенням подібної позиції, виходячи з можливості скористатися в інтересах Білорусі суперечностями між Німеччиною та Росією, які були зацікавлені в появі потужних України та Польщі, професор Довнар-Запольський припустив, що для білорусів вигіднішим буде винесення питання про кордони на розгляд міжнародних конференцій за участю великих держав. Він запропонував своїм колегам змінити тактику, вдавшись до затягування переговорного процесу, але в той же час особливо не загострюючи відносини з УНР, позаяк це могло поставити під сумнів існування єдиної позиції республік у відносинах з радянською Росією. Ця стратегія була підтримана білоруською делегацією, але українською відповіддю на неї стала ультимативна вимога визнання належності залізниці Пінськ—Гомель до УНР. Після цього білоруська делегація відсторонилася від переговорів, пославшись на «хворобу» Цвікевича та відсутність зв'язку з Мінськом, підготувала проєкт «Прелімінарного договору між УНР та БНР у справі державних кордонів», який, проте, так і не був розглянутий з огляду на вчинений в Україні гетьманський переворот.
В економічній площині переговори виявилися не надто успішними. Так, білоруська сторона не змогла отримати фінансову допомогу Білоруській республіці з боку УНР, проте була досягнута домовленість про створення окремого органу, який повинен був займатися регулюванням торговельних відносин між Україною та Білоруссю, що стало передумовою до укладення повноцінної торговельної угоди.
Також білоруси намагалися за допомогою діячів УЦР увійти в контакт з представниками Радянської Росії, використавши для цього заплановані на травень 1918 року переговори між УНР і більшовиками у Курську. Одночасно з цим вирішилася проблема II Польського корпусу, який у травні був роззброєний німцями під Каневом.

### У період Української Держави
Прогрес в українсько-білоруських відносинах наступив зі встановленням в Україні режиму Української Держави на чолі з гетьманом Павлом Скоропадським. Після перевороту білоруси були прийняті новим отаманом Ради міністрів Української Держави Федором Лизогубом та міністром закордонних справ Української Держави Дмитром Дорошенком. За підсумками переговорів український уряд надав фінансову допомогу Білоруській комісії у справах біженців; дав згоду на створення у Києві Білоруського концентраційного етапного пункту для білоруських біженців, які поверталися з Росії, та Білоруського торгового представництва, яке очолив професор Митрофан Довнар-Запольський; почалося видання газет «Белорусское эхо» і «Белорусское слово».
У дипломатичній площині цей прогрес вилився у взаємне відкриття консульств. Так, у травні 1918 року, в Києві відкрилося консульство БНР, яке 29 червня очолив Павло Тремпович, а у серпні — консульство в Одесі на чолі з Степаном Некрашевичем. Українська Держава, у свою чергу, відкрила консульство в Мінську на чолі з Анатолієм Квасницьким та консульство в Орші на чолі з Костянтином Ільченком, що викликало протест Німеччини. Також, за сприяння Білоруського торгового представництва, в цей період були укладені договори про постачання з Білорусі в Україну деревини, цукру та, в зворотному напрямку, зернових. Крім того, 1 червня 1918 року на засіданні делегації Народного секретаріату БНР в Україні вперше було озвучено пропозицію української сторони щодо встановлення федеративних відносин між Білоруссю та Україною, що викликало бурхливу дискусію серед білоруських делегатів, які, тим не менш, так і не змогли прийняти будь-яке конкретне рішення з цього питання. У липні Київ відвідав прем'єр-міністр БНР Роман Скірмунт.

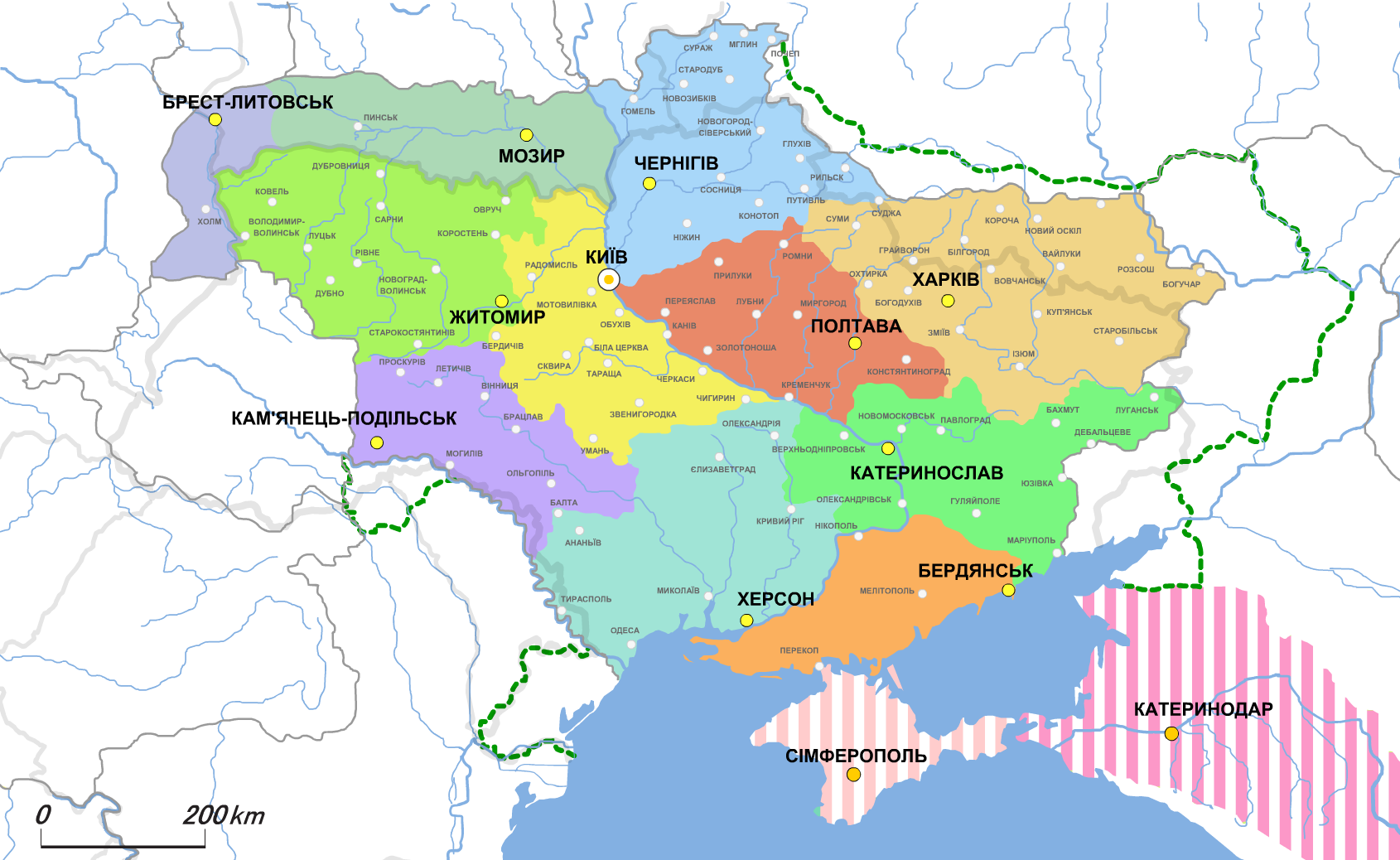
Адміністративно-територіальний поділ Української Держави:
Поліська округа

На тлі цих успіхів невирішеним залишалося питання білорусько-українського кордону. Уряд Павла Скоропадського утворив Поліську округу, що включала до свого складу, серед інших, і білоруські повіти. На цій території почалася системна українізація, що викликало протест представників Союзу землевласників Пінського, Мозирського, Речицького та Гомельського повітів, які звернулися до Народного секретаріату БНР з проханням надати підтримку білоруському населенню зазначених територій. Гетьманат, у свою чергу, не поспішав відновлювати переговори з цього приводу. Подібна позиція українського уряду разом із урядовою кризою, що намітилася у самій БНР, позбавили сенсу подальшу присутність білоруської делегації, тож білоруси повернулися до Мінську.
Наступна делегація БНР прибула до Києва 22 вересня 1918 року. Її очолив Антон Луцкевич, а до її складу ввійшли Федір Бурчак, Олександр Капустинський, Йосип Воронко, Антон Овсяник та Леонід Леущенко. До приїзду її спонукала зростаюча загроза експансіоністських планів більшовиків, утілених в ідеї «Світової революції». Відповіддю на неї і єдиним шансом зберегти свою державність лідери БНР вбачали в створенні федерації з найближчими сусідами. На порядку денному в делегації стояли плани створення українсько-білоруського союзу, який повинен був відбутися на основі вироблення єдиних митних правил, дотримання обопільно узгодженого курсу в зовнішній політиці та створення українсько-білоруських збройних сил, але за умови збереження двох територіальних армій. Білоруси провели зустрічі з рядом українських міністрів, частина з яких висловила прихильне ставлення до цієї ідеї. Міністру закордонних справ Української держави Дмитрові Дорошенку під час цих зустрічей був переданий таємний меморандум із проханням до гетьманського уряду про репрезентацію інтересів білорусів у Берліні та ведення переговорів з Німеччиною про умови визнання білоруської державності та підтримки формування білоруських військових формувань. Після цього, 9 жовтня, делегація була прийнята гетьманом України Павлом Скоропадським, який на словах підтвердив визнання де-факто незалежності Білорусі та обіцяв прискорити ухвалення рішення про формальне визнання незалежності БНР українською Радою міністрів. Однак після цих зустрічей гетьманський уряд не поспішив робити конкретних кроків і 5 листопада члени делегації Ради народних міністрів БНР залишили Київ так і не досягнувши визнання білоруської незалежності де-юре, а БНР взяла курс на створення федерації з Литвою.
Незважаючи на відсутність прогресу у вирішенні політичних питань, дуже важливим і непомірним наслідком українсько-білоруського співробітництва стала фінансова позика БНР з боку України в розмірі 300 000 рублів. Саме ця допомога дозволила розвинути подальшу дипломатичну діяльність БНР — з неї фінансувалися виїзди білоруської делегації на чолі з Антоном Луцкевичем до Парижу під час мирної конференції та, крім іншого, подальша робота Дипломатичної місії БНР у Берліні.

### У період Української Народної Республіки за Директорії

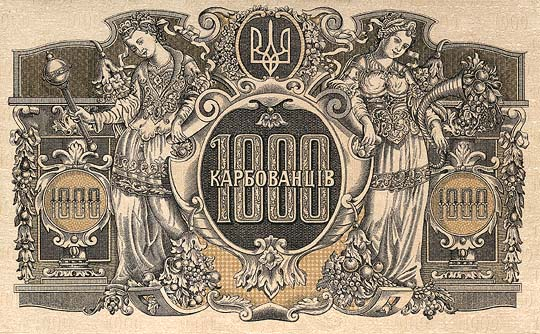
1000 українських карбованців того періоду

Після перемоги антигетьманського повстання в Україні та відновлення Директорією Української Народної Республіки, 22 листопада 1918 року до Києва прибула чергова місія БНР на чолі з Олександром Цвікевичем. В числі її цілей було встановлення контактів з новим українським урядом, підтримка торговельних відносин та отримання кредиту від Уряду УНР. У даних питаннях делегація домоглася успіху — в січні 1919 року Уряд УНР, незважаючи на гостру нестачу коштів, задовольнив прохання Уряду БНР про надання йому безвідсоткового кредиту в розмірі 4 000 000 карбованців і запропонував обмінятися дипломатичними представництвами. Останнє не було реалізовано через активізацію бойових дій.
В травні 1919 року, у зв'язку зі зростаючою недовірою тодішнього голови уряду БНР Антона Луцкевича до литовських союзників, білоруси в черговий раз активізували український напрямок своєї політики. В рамках цього процесу у липні до Києва знову була направлена делегація на чолі з Олександром Цвікевичем (вже у ранзі Надзвичайного і
Повноважного Посла БНР в Україні) та спеціальний кур'єр уряду БНР Алексюк для отримання останньої частини українського кредиту — 1 500 000 карбоваців, а в одному з пунктів, відправленої до Парижу «Інструкції для дипломатичної делегації на мирній конференції», зазначалося:
| | \| «Особливо тісний контакт підтримувати з українцями. Порушити питання про можливість військового союзу з Україною. Залежно від позиції литовців, потенційно бути готовими до обговорення з українцями можливості використання такого союзу для подальшого втілення ідеї білорусько-української федерації» \| |
| «Особливо тісний контакт підтримувати з українцями. Порушити питання про можливість військового союзу з Україною. Залежно від позиції литовців, потенційно бути готовими до обговорення з українцями можливості використання такого союзу для подальшого втілення ідеї білорусько-української федерації» | |

Якщо спеціальний кур'єр вдало потрапила вже до тимчасової столиці УНР Кам'янець-Подільський і впоралася з поставленим завданням в липні-серпні, то білоруська делегація, у зв'язку з бойовими діями, змогла туди прибути тільки в жовтні. Після прибуття її повноваження були визнані керівництвом УНР і вона була прийнята головою Директорії УНР Симоном Петлюрою. У свою чергу уряд УНР призначив посла до уряду БНР, проте наступ денікінців завадив подальшому встановленню зв'язків між республіками.
Хоча Варшавський договір, укладений між УНР та Польською Респулікою в квітні 1920 року, не брав до уваги інтересів БНР, її уряд за допомогою України сподівався навесні 1920 року знайти порозуміння з Польщею, яка наполягала на федерації Білорусі з Литвою. У вересні 1920 року, під час наступу польсько-українського війська і поразок Червоної армії, посол УНР у Латвії, Естонії та Фінляндії Володимир Кедровський повідомляв міністру закордонних справ УНР Андрію Ніковському про прагнення білорусів до військово-політичного союзу. Але польсько-радянський Ризький договір не дозволив реалізувати ці плани.
Також, під час переговорів у Ризі між польською та радянською делегаціями про умови прелімінарної мирної угоди в жовтні 1920 року, делегація БНР намагалася узгодити свою позицію з галицькими українцями, які теж прибули до Латвії висловити своє обурення дискримінаційними для білорусів та українців умовами договору. Обидві делегації виступили зі спільною заявою, яка засуджувала політику Москви та Варшави, але вона була проігнорована.

### Відносини між радянськими республіками

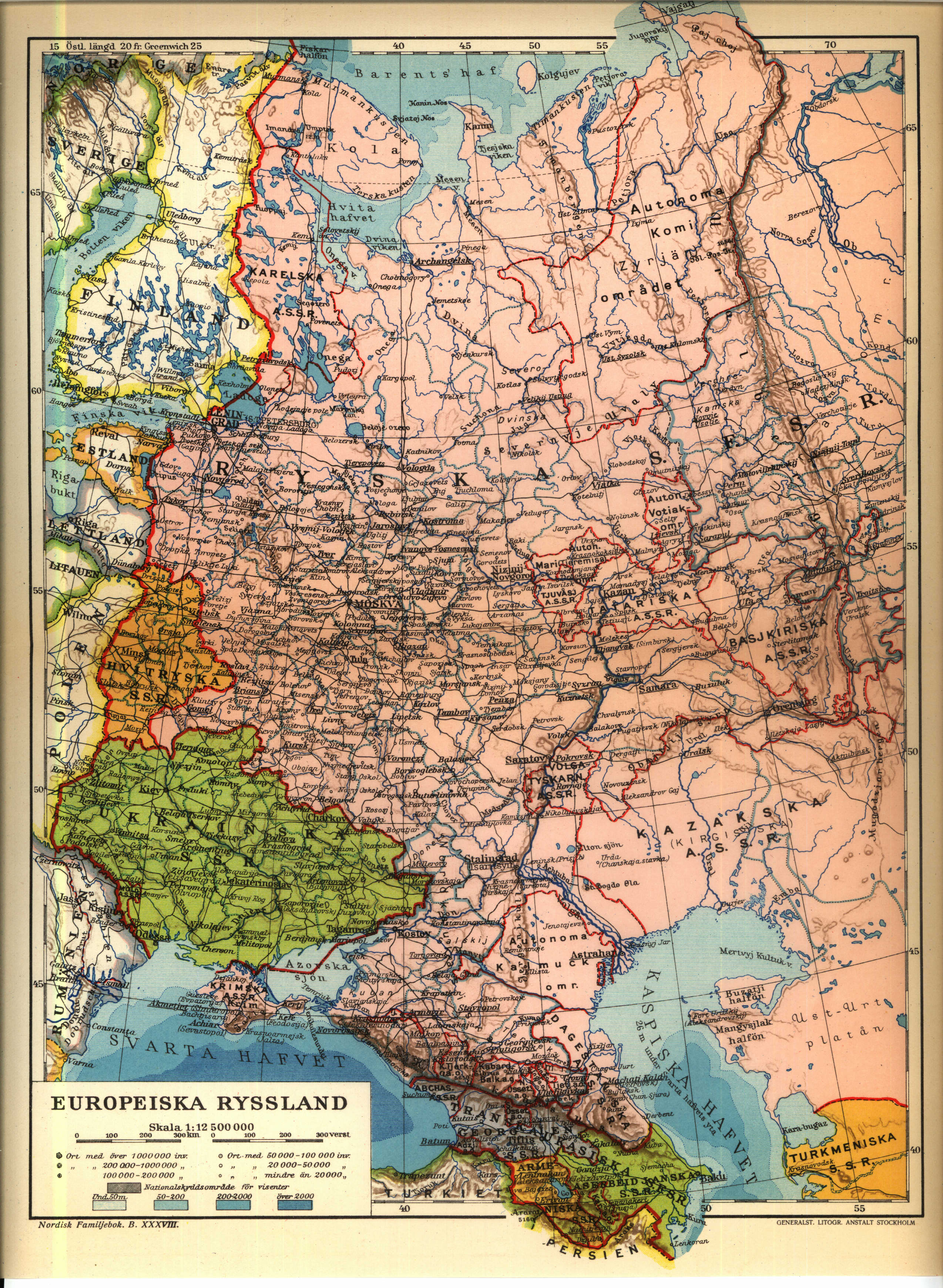
РСРБ та УСРР на шведській мапі європейської частини СРСР 1926 року

Підписанню політичного договору і встановленню офіційних дипломатичних відносин між Українською Соціалістичною Радянською Республікою та Соціалістичною Радянською Республікою Білорусі завадила Рада народних комісарів РСФРР. 30 грудня 1922 року, між ними, РРФСР та ЗСФСР був укладений Договір про утворення СРСР.

## Сучасний етап українсько-білоруських відносин
Товарообіг Білорусі й України (експорт в Україну й імпорт з України; у млн. USD):

### 1990-2017

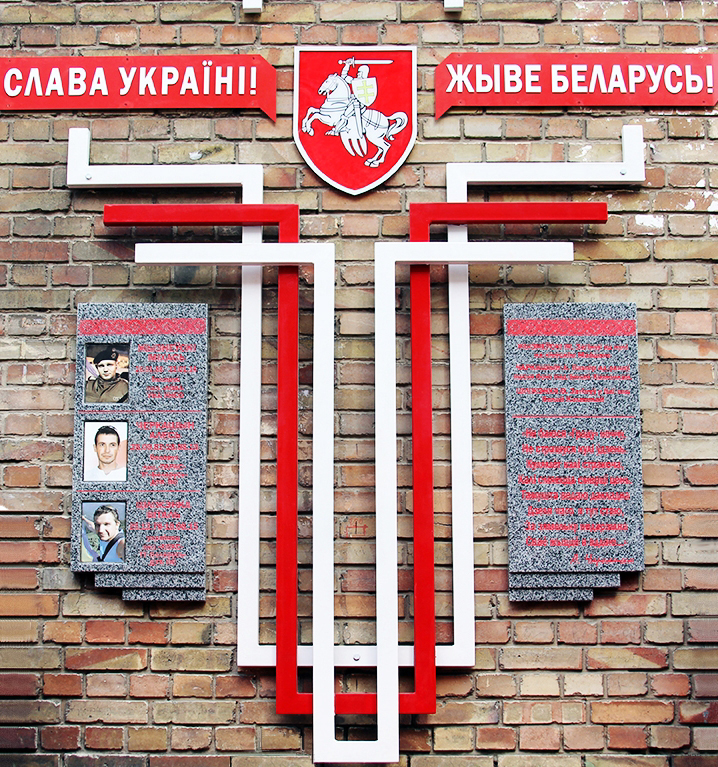
Пам'ятник білорусам, загиблим за Україну (Київ)

29 грудня 1990 року УРСР і БРСР підписують міждержавний договір.
27 грудня 1991 року між незалежними Україною і Білоруссю були встановлені дипломатичні відносини. 30 червня 1992 року було відкрито Посольство України в Республіці Білорусь, а 12 жовтня 1993 року — Посольство Білорусі в Києві. У 2004 році Консульський пункт українського Посольства, який розміщений у Бресті, було перетворено у Генеральне консульство України.
17 серпня 1995 року під час офіційного візиту в Україну Президента Республіки Білорусь Олександра Лукашенка було укладено Договір про дружбу, добросусідство і співробітництво між Україною і Білоруссю. Великим договором закріплено розбудову сучасних українсько-білоруських міждержавних відносин на взаємній повазі, довірі та згоді, керуючись при цьому принципами поважання державного суверенітету, рівноправності і невтручання у внутрішні справи одна одної, а також іншими загальновизнаними принципами і нормами міжнародного права. Україна і Білорусь визнали непорушність існуючих між ними державних кордонів і підтвердили, що не мають ніяких територіальних претензій одна до одної і не висуватимуть таких претензій й у майбутньому. Ґрунтуючись на цих засадах, 12 травня 1997 року в Києві було укладено Договір між Україною та Республікою Білорусь про державний кордон, який є безстроковим.
У 2014 році був створений Загін «Погоня» — підрозділ, сформований із добровольців з Білорусі, які брали участь у збройному конфлікті на Донбасі. Воювали на боці України проти агресії Російської федерації. Через рік була заснована Тактична група «Білорусь». Білоруська влада стежить за волонтерами.
У сфері культурної співпраці відбувалися фестивалі «Білоруська весна» в Україні та «Перелаз» у Білорусі. У 2016 році заснована білорусько-українська літературна премія «Воїн Світла».
Почесним консулом України у Білорусі є білоруський бізнесмен Валентин Байко.

### 2017
21 липня 2017 року під час офіційного візиту Президента Білорусі Олександра Лукашенка до Києва було підписано низку міждержавних угод, зокрема:
- Програма співробітництва у сфері культури на 2017—2021 роки — міністр культури Євген Нищук та міністр культури Борис Свєтлов
- Угода про співробітництво у сфері міжнаціональних відносин — міністр культури Євген Нищук та уповноважений у справах релігії національностей Леонід Гуляко
- Угода про наукове співробітництво між Національною академією наук України та Національною академією наук Білорусі — президент національної академії наук Борис Патон та голова президії національної академії наук Владімір Гусаков

Також було погоджено продовження роботи оновлено демаркаційної комісії задля завершення процесу встановлення державного кордону.

### 2018

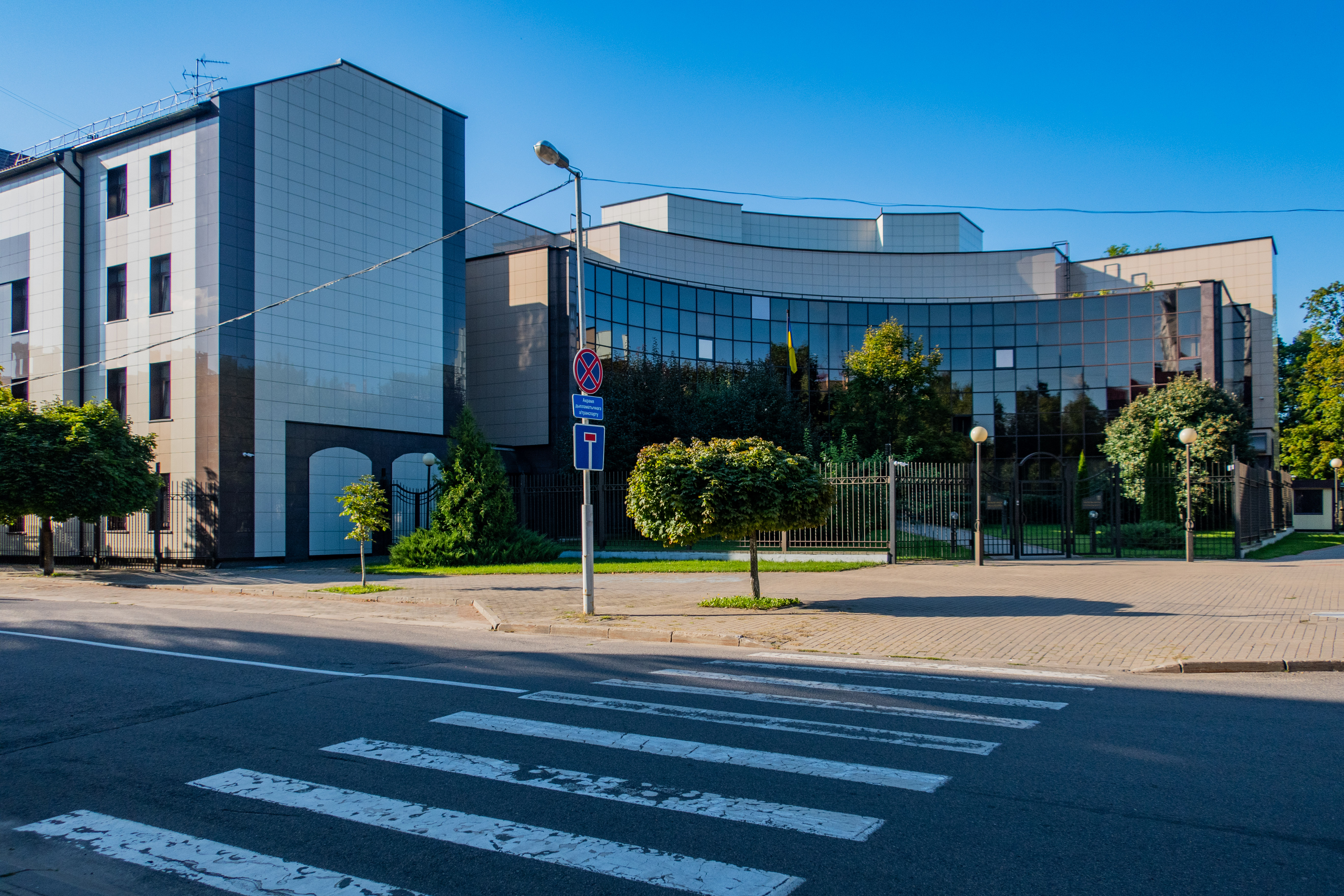
Посольство України в Республіці Білорусь

25-26 жовтня 2018 р., в м. Гомель відбувся перший форум регіонів України та Білорусі.
Теми доповідей під час пленарного засідання:
- Співробітництво регіонів — синергія можливостей економічного зростання країн;
- Інвестиційний потенціал і туристична привабливість — важливі фактори розвитку регіонів;
- Транспортна інфраструктура країн в контексті розвитку національних та міжнародних транспортних коридорів;
- Роль великих компаній у розвитку малого та середнього бізнесу в регіонах;
- Міжнародне співробітництво на рівні адміністративних одиниць;
- Роль промислової кооперації у соціально-економічному розвитку країн і регіонів.

За його підсумками було укладено близько 130 двосторонніх угод. Це і документи про реадмісію осіб, і співпрацю у закордонних справах, спорті та регіональному співробітництві тощо. Грошовий еквівалент нових домовленостей між Мінськом і Києвом оцінюється у 100 мільйонів доларів. Сторони зауважили: торгувати країни стали більше. За рік товарообіг сягнув 4,5 мільярди доларів. Учасники форуму запевнили, що і надалі продовжуватимуть співпрацю. Передовсім планують подолати перепони на шляху до вільної торгівлі. Президенти України та Білорусі також запевнили один одного, що країни є важливими економічними партнерами. Участь у заході взяли понад 250 українських компаній.

### 2018-2022
24 вересня 2020 року Міністр закордонних справ України Дмитро Кулеба заявив: 
|  | «Україна ніколи жодним чином не втручалася у внутрішні справи Білорусі і завжди підтримуватиме білоруський народ. З огляду на хід виборчої кампанії у Білорусі та подальші події, сьогоднішня „інавгурація“ О. Лукашенка не означає його визнання легітимним главою Білоруської держави» |

Ця заява експертами-міжнародниками розцінюється як акт невизнання офіційним Києвом легітимності Президента Білорусі Олександра Лукашенка.

### 2022

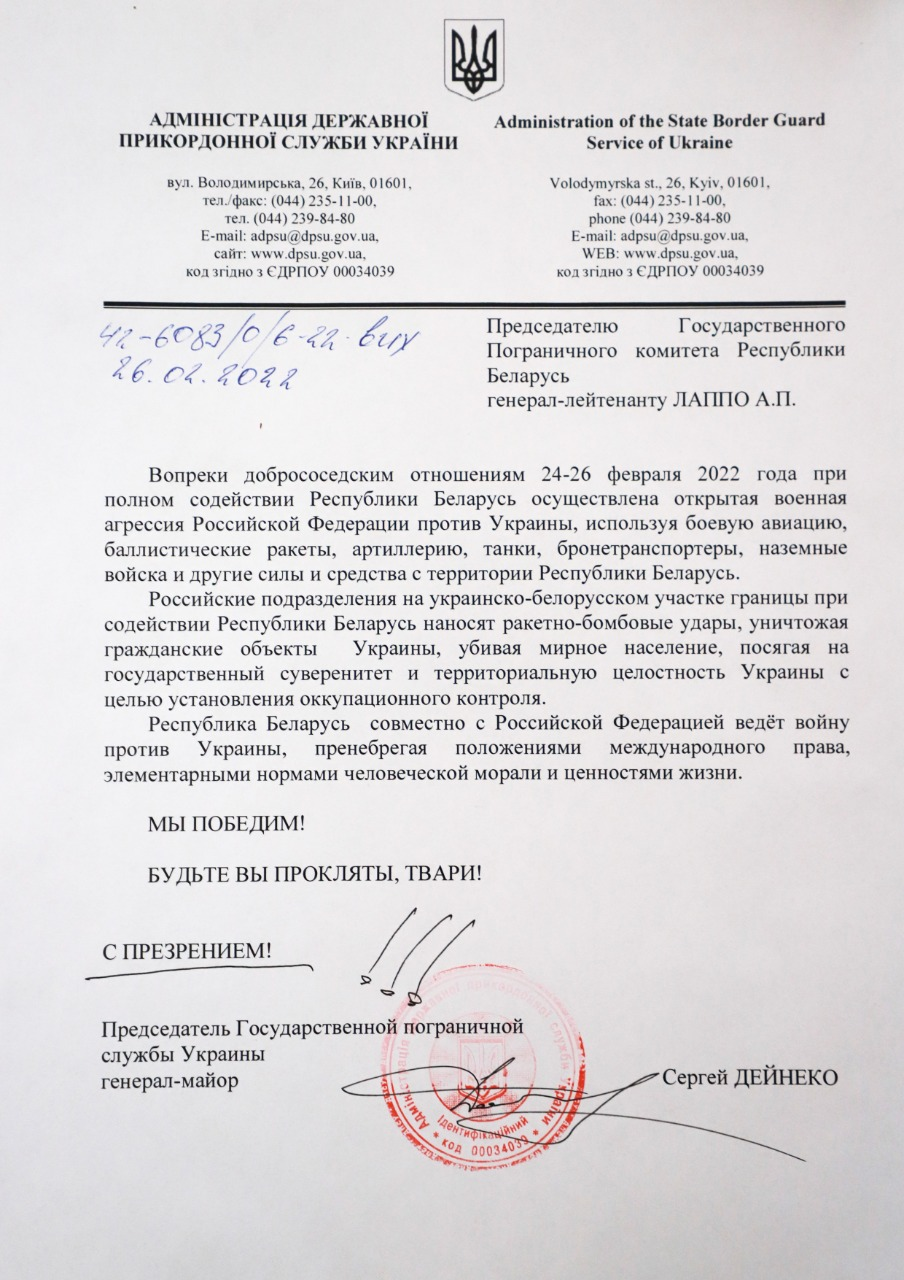
Лист голови Державної прикордонної служби України С. В. Дейнеко голові Державного прикордонного комітету Білорусі А. П. Лаппо, 26 лютого 2022

Білорусь взяла участь в повномасштабному вторгненні Росії в Україну. Цей факт підтвердив самопроголошений президент Білорусі Олександр Лукашенко:
|  | «Що стосується нашої участі в спеціальній військовій операції в Україні, то ми там беремо участь. Ми цього не приховуємо. Але ми нікого не вбиваємо. Ми своїх військових нікуди не відправляємо, зобов’язань не порушуємо. Наша участь полягає в тому, щоб у першу чергу не допустити поширення цього конфлікту на територію Білорусі. По-друге, не допустити нападу на Білорусь з боку Польщі, Литви та Латвії. Як я вже сказав, ніхто не буде стріляти в спину росіянам з території Білорусі. Це наша участь» |

23 березня 2022 року у Міністерстві закордонних справ Білорусі заявили про закриття Генерального консульства України в Бересті та скорочення кількості українських дипломатів на території країни до 5 осіб.